# Yanka Kupala
Yanka Kupala (Janka Kupała, tiếng Belarus: Янка Купала, ngày 07 tháng 7 [O.S. 25 tháng 6] 1882 - 28 tháng 6 năm 1942) - là bút danh của Ivan Daminikavich Lutsevich (tiếng Belarus: Іван Дамінікавіч Луцэвіч), một nhà thơ và nhà văn Belarus. Kupala được coi là một trong những nhà văn tiếng Belarus vĩ đại nhất của thế kỷ 20.

## Tiểu sử
Kupala sinh ngày 07 Tháng 07 năm 1882 tại làng Viazynka, huyện Maladzyechna, tỉnh Minsk. Bố mẹ là những người nông dân không có đất, phải trả tiền cho việc thuê đất để sản xuất. Kupala nhận được một nền giáo dục truyền thống Belarus, Học xong Trung học chuyên nghiệp năm 1898. Sau cái chết của cha vào năm 1902, Kupala làm việc một loạt các công việc ngắn hạn, như làm gia sư,nhân viên bán hàng...
Các năm 1908 – 1909 sống ở Vilnius, làm biên tập cho tờ báo Наша Ніва của Belarus. Các năm 1909 – 1913 học các khóa dự bị ở Saint Petersburg, năm 1915 học tiếp ở Đại học Nhân dân Moskva nhưng chưa tốt nghiệp thì năm 1916 đã phải vào lính. Sau Cách mạng tháng Mười ông trở về Minsk.
Những bài thơ đầu tay viết bằng tiếng Ba Lan và in trong các năm 1903 – 1904 ở tạp chí Ziarno (Ngũ cốc) với bút danh "K-a". Bài thơ Мужык (Người nông dân) bằng tiếng Belarus in năm 1905 ở tờ báo Северо-Западный край (Miền Tây Bắc) có thể coi là sự ra mắt thành công đưa Kupala bước tới đỉnh cao trong bước đường văn học.
Thời kỳ Xô Viết, kể từ đầu những năm 1920 đến thời kỳ Thế chiến II, Kupala lần lượt xuất bản nhiều tập thơ, trong số đó tập thơ Từ trái tim (Ад сэрца) được trao giải Stalin (tức Giải thưởng Nhà nước).
Yanka Kupala mất ở Moskva trong một cái chết rất đột ngột. Xung quanh cái chết bí ẩn này có nhiều giả thiết nhưng chưa có giả thiết chính thức. Ông được mai táng tại một nghĩa trang ở Moskva và đến năm 1962 được chuyển về Minsk nằm bên cạnh mẹ ông. Mẹ của ông chết một ngày sau khi ông chết nhưng thành phố Minsk khi đó còn ở trong sự chiếm đóng của quân phát xít. 
Tên của Yanka Kupala được đặt cho nhiều đường phố, các đơn vị hành chính, trường học, công viên, thư viện, nhà ga, các tổ chức xã hội ở Belarus cũng như ở Nga và Ukraine.

## Tác phẩm
Thơ:
- Жалейка (Cây sáo, 1908)
- Шляхам жыцьця (Đường đời, 1913)
- Спадчына (Di sản, 1922)
- Ад сэрца (Từ trái tim, 1940)

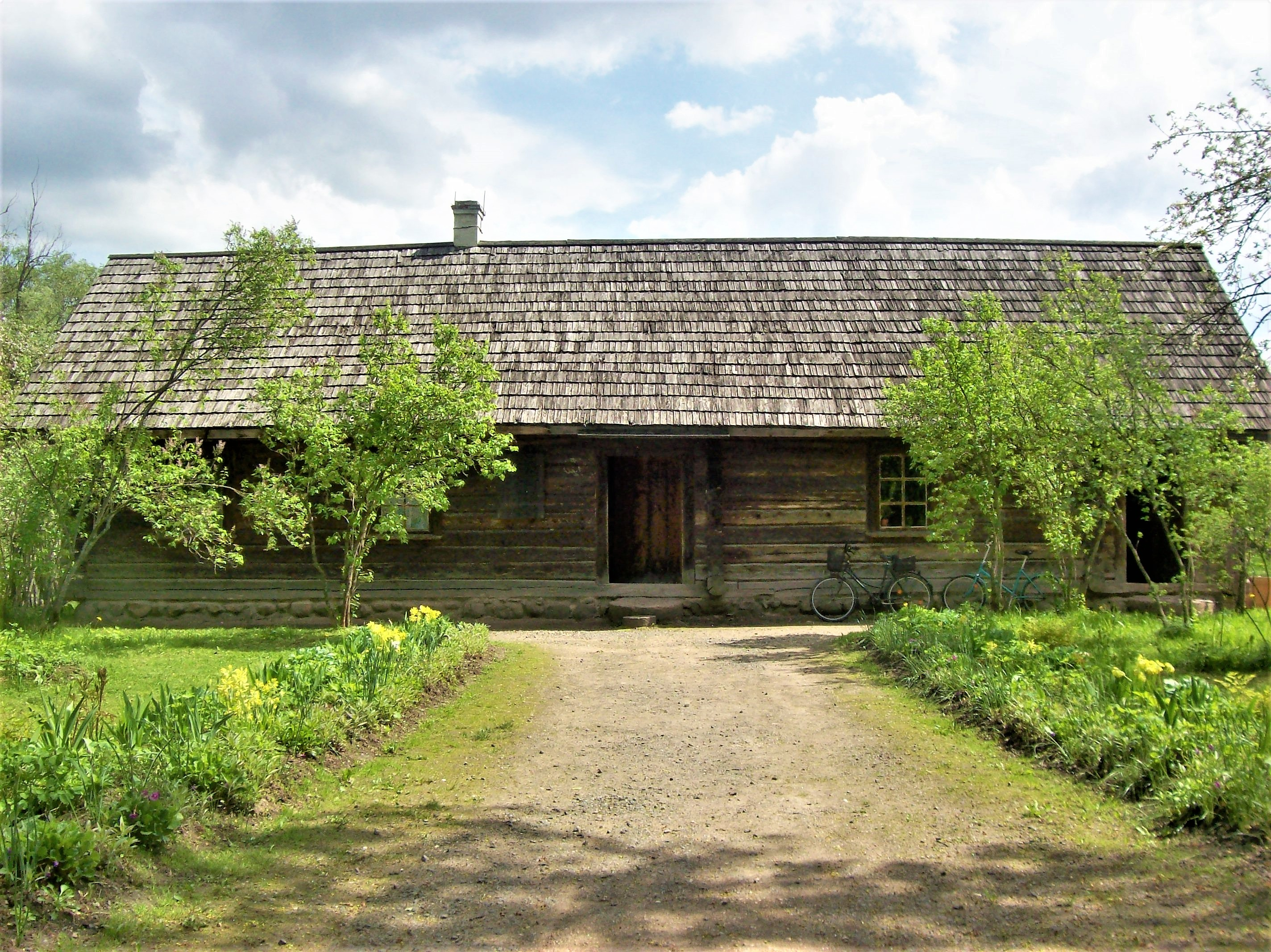
Ngôi nhà nơi Kapula sinh ra

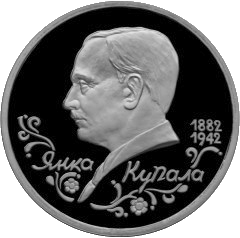
Hình Kapula trên đồng xu 1 rúp của Nga

- Беларускім партызанам (Du kích Belarus,1940)

Trường ca:
- Зімою (Mùa đông, 1907)
- Нікому (Không cho ai, 1907)
- Адплата каханьня (Trừng phạt của tình yêu, 1907)
- За што? (Vì điều gì?, 1908)
- Адвечная песьня (Bài ca nguyên thủy, 1908)
- Курган (Đồi mộ cổ, 1910)
- Сон на кургане (Giấc ngủ trên đồi mộ cổ, 1910)
- Магіла льва (Mồ sư tử, 1913)
- Яна і я (Nàng và tôi, 1913)
- Над ракою Арэсай (Trên sông Orestes, 1933)
- Тарасова доля (Số phận Tarasov, 1939)

Kịch:
- Паўлінка (Pavlinka, 1912)
- Прымакі (Primaki, 1913)
- Тутэйшыя (Người địa phương, 1922)